# Acacia scalena
Acacia scalena é uma espécie de leguminosa do gênero Acacia, pertencente à família Fabaceae.